# Ernst Epler
Ernst Epler (geboren am 11. März 1912 in Wien, Österreich-Ungarn; gestorben 1985 ebenda) war ein österreichischer Journalist und Autor.

## Biografie
Epler stammte aus einem sozialistischen Elternhaus mit jüdischem Hintergrund. Die Familie lebte in Wien. Später erinnerte er sich, dass er schon als Fünfjähriger in der Leopoldstadt zum ersten Mal mit Antisemitismus konfrontiert war.
Epler studierte klassische Philologie und Germanistik an der Universität Wien und wurde Mitglied des Verbandes Sozialistischer Studenten Österreichs. Das Studium musste er mehrmals unterbrechen. Ende 1932 trat Epler der Kommunistischen Studentenfraktion (KoStuFra) bei und war u. a. mit Jura Soyfer befreundet.
Nach der Machtübernahme der Austrofaschisten und der Ausschaltung des Parlaments wurde Epler am 26. März 1934 wegen seiner politischen Tätigkeit verhaftet, zu sechs Monaten Arrest verurteilt und von der Universität verwiesen. Nach seiner Freilassung setzte er seine Arbeit im politischen Widerstand gegen das faschistische Regime fort.
Im Oktober 1937 heiratete Epler Klara Vielwahr.
Nach dem „Anschluss“ Österreichs an Hitler-Deutschland im März 1938 flüchtete er über die Tschechoslowakei und Polen zunächst nach London und gelangte 1940 in die USA, wo er sich als Geschirrwäscher, Eisverkäufer und Schweißer über Wasser hielt. Gleichzeitig machte er eine Ausbildung zum Schriftsetzer.
Gemeinsam mit Wilhelm Gründorfer war er einer der wichtigsten Organisatoren einer Zeitschrift österreichischer Exilanten, der Austro American Tribune (für die u. a. Bertolt Brecht schrieb), für die er auch den Linotype-Satz besorgte. Zum Teil schrieb er unter dem Pseudonym „Fritz Fabian“. Ab 1940 war Epler auch bei der Austro American Association aktiv.
1949 kehrte Epler nach Österreich zurück und arbeitete als Journalist für die Zeitungen Der Abend und Die Volksstimme der KPÖ, wo er u. a. die Artikel von Fred Wander redigierte, und gab die Kulturzeitschrift Tagebuch heraus.

## Werke (Auswahl)
- Der Akt Starhemberg. Wien: 1954.[11]
- Der Fall Mnacko.
- Der große Streik. Wien: Stern, 1965.
- Philipp Schoeller zum Geburtstag. In: Volksstimme, 8. Jänner 1967.
- Ein armer Vorklang nur zum großen Lied. Am 8. Dezember wäre Jura Soyfer 60 Jahre alt geworden. In: Volksstimme, 8. Dezember 1972.
- „Du bist ein Jud …“. In: Ruth Beckermann (Hrsg.): Die Mazzesinsel. Wien: Löcker, 1984.
- Wien. Wie es war – wie es ist. (Mit Traude Egger) Wien: Jugend und Volk, 1987.
- Wie die Verfolgten zu Verfolgern wurden.